# Hidropark (metrostation)
Hidropark (Oekraïens: Гідропарк, ⓘ) is een station van de metro van Kiev. Het station maakt deel uit van de Svjatosjynsko-Brovarska-lijn en werd geopend op 5 november 1965. Het metrostation bevindt zich op een eiland in de Dnjepr en is genoemd naar het recreatiegebied Hidropark ("Waterpark"). Zowel ten westen als ten oosten van het station kruist de metrolijn de rivier door middel van een brug.
Station Hidropark ligt bovengronds, op een talud parallel aan de Brovarskyj Prospekt (Brovarylaan). Het eilandperron is overdekt met een betonnen overkapping, rustend op met groene keramische tegels beklede pilaren. Aan beide uiteinden van het station is er een uitgang leidend naar een tunnel onder de sporen en de naastgelegen hoofdweg. In 1973 werd langs het zuidelijke spoor (richting Lisova) een tweede perron gebouwd om de grote stroom reizigers in de zomer beter te kunnen verwerken. In 1985 werd dit perron buiten dienst gesteld.

## Externe link

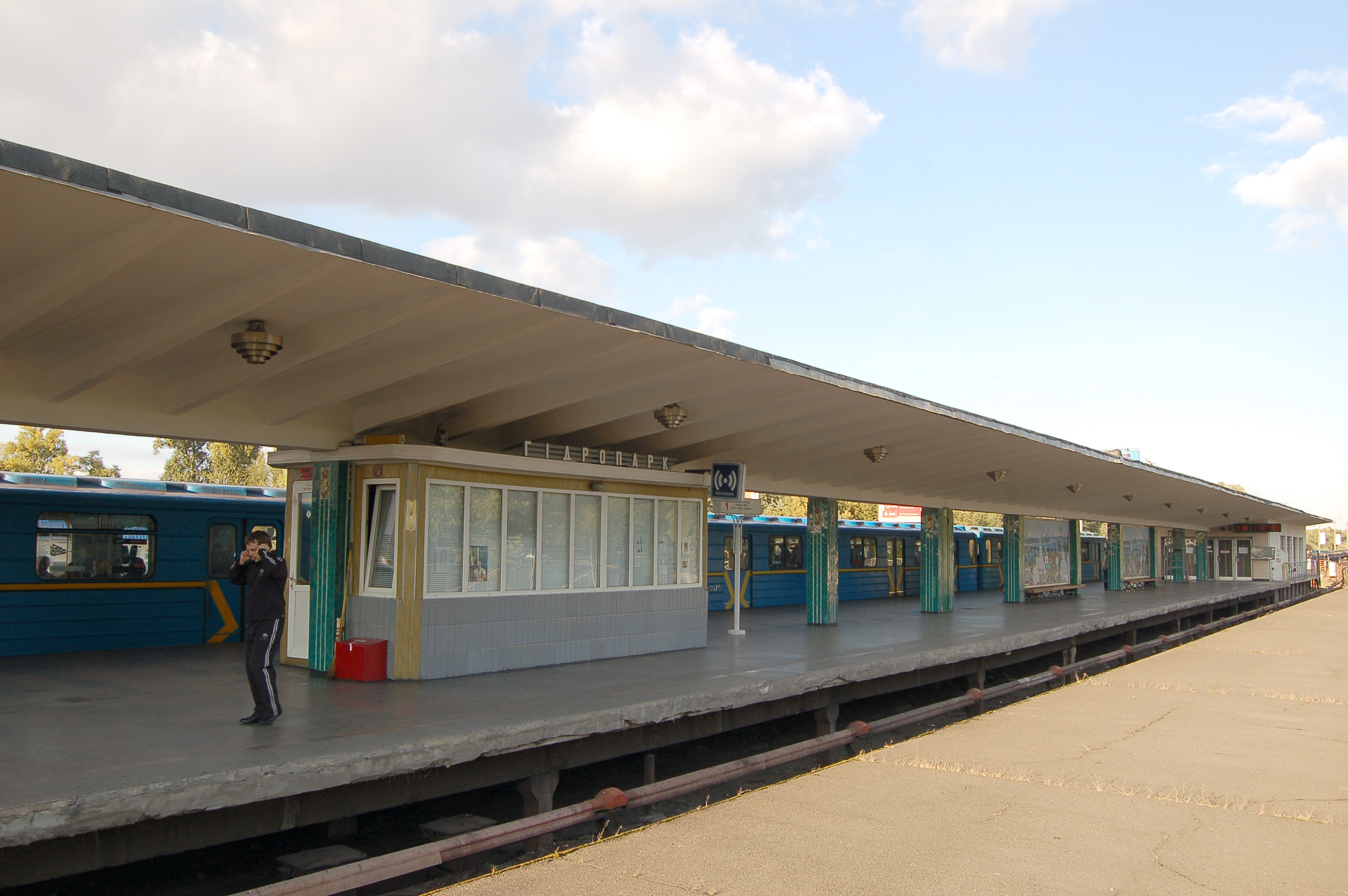

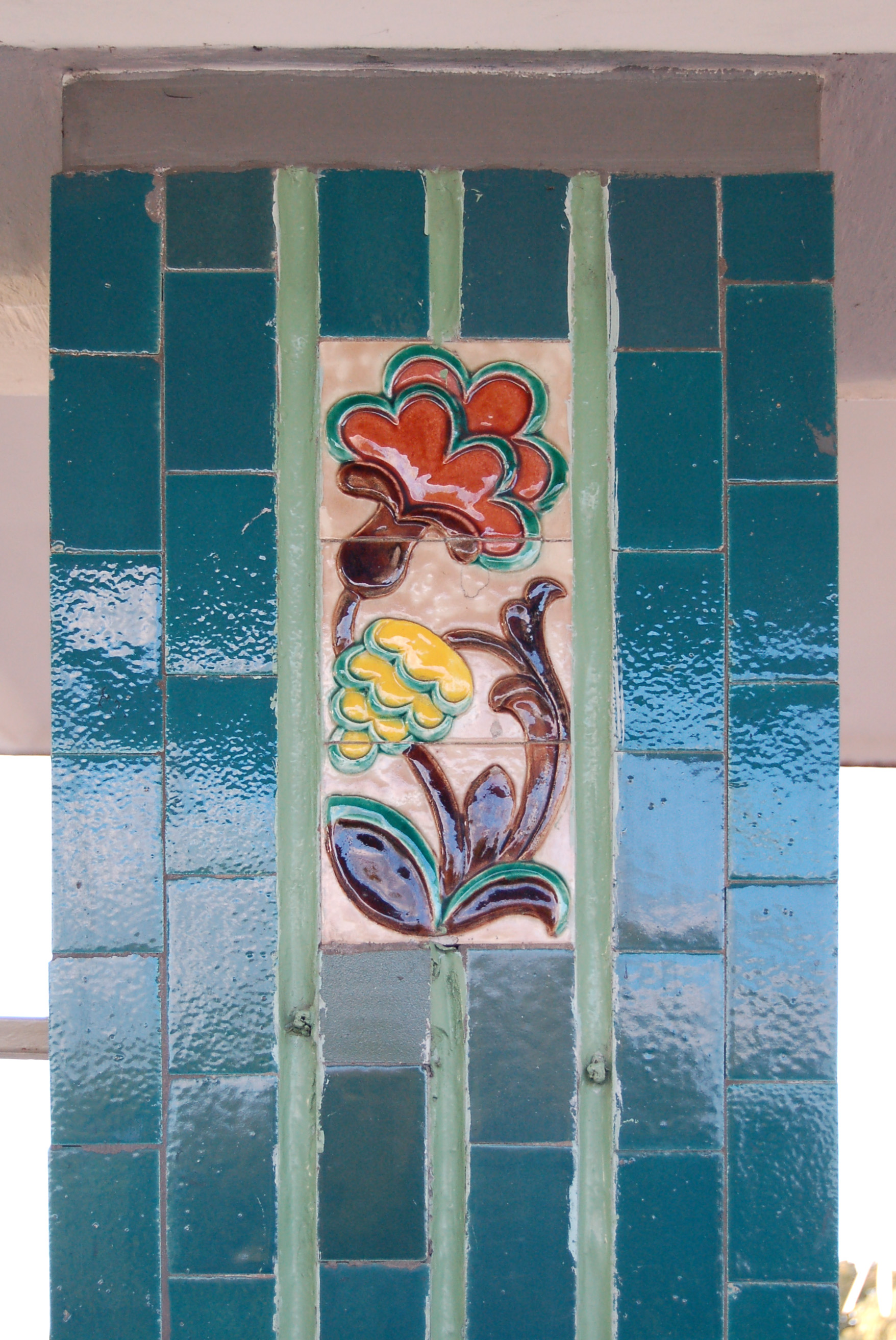
Detail van een pilaar